# Campionati del mondo di ciclismo su strada 2014 - Gara in linea femminile Junior
La gara in linea femminile Junior dei Campionati del mondo di ciclismo su strada 2014 si svolse il 26 settembre 2014 con partenza ed arrivo da Ponferrada, in Spagna, su un percorso di 18,2 km da ripetere 4 volte, per un totale di 72,8 km. La danese Amalie Dideriksen vinse la gara con il tempo di 2h02' 59" alla media di 35,517 km/h; l'argento andò all'italiana Sofia Bertizzolo; a completare il podio fu la polacca Agnieszka Skalniak.

Presenti alla partenza 93 cicliste, di cui 85 arrivarono al traguardo.

## Squadre e corridori partecipanti
| N.    | Cod. | Squadra     |
| ----- | ---- | ----------- |
| 1-2   | DEN  | Danimarca   |
| 3-5   | AUS  | Australia   |
| 6-9   | NLD  | Paesi Bassi |
| 10-14 | ITA  | Italia      |
| 15-18 | FRA  | Francia     |
| 19-22 | RUS  | Russia      |
| 23-24 | COL  | Colombia    |
| 25-28 | KAZ  | Kazakistan  |
| 29-30 | JPN  | Giappone    |
| 31-33 | SUI  | Svizzera    |
| 34-37 | BEL  | Belgio      |
| 38    | UZB  | Uzbekistan  |
| 39-41 | LTU  | Lituania    |
| 42-45 | USA  | Stati Uniti |
| 46-49 | CAN  | Canada      |
| 50-53 | GER  | Germania    |
| 54-56 | RSA  | Sud Africa  |
| 57-60 | POL  | Polonia     |

| N.    | Cod. | Squadra         |
| ----- | ---- | --------------- |
| 61-63 | SWE  | Svezia          |
| 64    | SVK  | Slovacchia      |
| 65-68 | ESP  | Spagna          |
| 69-70 | CZE  | Repubblica Ceca |
| 71-74 | GBR  | Regno Unito     |
| 75    | LAT  | Lettonia        |
| 76    | IRL  | Irlanda         |
| 77    | SVN  | Slovenia        |
| 78-79 | EGY  | Egitto          |
| 80    | MRI  | Mauritius       |
| 81    | EST  | Estonia         |
| 82-83 | AUT  | Austria         |
| 84-86 | TUR  | Turchia         |
| 87-88 | BRA  | Brasile         |
| 89    | SRB  | Serbia          |
| 90-92 | MEX  | Messico         |
| 93    | ROU  | Romania         |

## Classifica (Top 10)
| Pos. | Corridore             | Squadra     | Tempo    |
| ---- | --------------------- | ----------- | -------- |
| 1    | Amalie Dideriksen     | Danimarca   | 2h02'59" |
| 2    | Sofia Bertizzolo      | Italia      | s.t.     |
| 3    | Agnieszka Skalniak    | Polonia     | s.t.     |
| 4    | Nikola Nosková        | Rep. Ceca   | s.t.     |
| 5    | Lisa Klein            | Germania    | s.t.     |
| 6    | Greta Richioud        | Francia     | s.t.     |
| 7    | Jeanne Korevaar       | Paesi Bassi | s.t.     |
| 8    | Jelena Erić           | Serbia      | s.t.     |
| 9    | Saartje Vandenbroucke | Belgio      | s.t.     |
| 10   | Mathilde Cartal       | Francia     | s.t.     |